# Killing Joke
Killing Joke är ett engelskt post-punkband bildat 1979. De ursprungliga medlemmarna var Jaz Coleman (sång och keyboard) och Geordie Walker (gitarr).
Killing Jokes tidiga sound kom att influera 1980- och 1990-talets industrirock och beskrevs av kritiker såsom Stephen Thomas Erlewine och John Dougan som "quasi-metal ... dansande till en ton av domedag och dysterhet," vilket utvecklades under åren då element av dansmusik, världsmusik och gothic rock blandades in.
Bandet har influerat band som Nirvana, Ministry, Amen, Nine Inch Nails, Napalm Death, Amebix, Big Black, Tool, Prong, Metallica, Primus, Jane's Addiction, Soundgarden, Foo Fighters, Faith No More, Shihad och Korn, som alla någon gång nämnt Killing Joke som en av sina influenser.

## Historia

### 1978–1982
Paul Ferguson var trummis i Matt Stagger Band då han träffade Jaz Coleman (från Cheltenham, Gloucestershire) i Notting Hill, London. I början av 1979, efter att Coleman blygsamt spelat keyboard i bandet, lämnade Coleman och Ferguson bandet för att bilda Killing Joke. De lade ut en annons i en musiktidning, varpå Kevin "Geordie" Walker blev gitarrist och Martin Glover blev basist.
I slutet av 1979 startade de skivbolaget Malicious Damage tillsammans med den grafiska konstnären Mike Coles för att kunna pressa och sälja sin musik. Island Records distribuerade skivorna tills Malicious Damage skrev kontrakt med E.G. Records 1980. Killing Jokes första singlar var punkrockiga och ibland med inslag av electronica, såsom "Nervous System" och "Turn to Red". Deras EP Nervous System/Turn to Red nådde till sist den legendariska dj:n John Peel, som ofta spelade spåren på radio. De ändrade snart sound mot ett mer aggressivt och heavy metal-inspirerat sound, som man kan höra på deras första skivor, Killing Joke (1980) och What's THIS For...! (1981). De turnerade flitigt över hela Storbritannien under denna tid och både post-punk och heavy metal-fans blev intresserade av Killing Joke genom singlar som "Follow the Leaders" (1981).
Killing Joke var mycket kontroversiella med sitt bildanvändande vid skivutgivningar. Typiska bilder på skivorna och scener var bisarra och potentiellt chockerande och upphetsande. Bandet använde bland annat ett foto av en präst som vandrade kring soldater och gjorde fascisthälsning, vilket senare användes som omslag för gruppens samlingsalbum, Laugh? I Nearly Bought One!. Snart därefter fick bandet ställa in en konsert i Glasgow i Skottland. Vid denna tid hävdade vissa journalister att bandets texter handlade om bland annat fascism.
Killing Jokes tredje album, Revelations, producerat av Conny Plank, släpptes 1982 och gruppen medverkade bland annat i John Peels show. Skivan gick in på brittiska musiktopplistan som nummer 12.
1982 blev vissa Killing Joke-medlemmar mer inblandade i ockultism, framförallt Coleman. I februari samma år flyttade Coleman, Geordie och Youth till Island för att överleva apokalypsen, som Coleman sagt snart skulle komma. På Island arbetade Coleman och Geordie med musiker från bandet Þeyr i projektet Niceland. Efter några månader insåg Youth att apokalypsen inte skulle inträffa och bestämde sig därför att flytta tillbaka till England. Youth grundade då bandet Brilliant med Paul Ferguson, men Ferguson återvände snart till Island för att åter gå med i Killing Joke med den nya basisten Paul Raven (tidigare från Neon Hearts och rock/glam-bandet Kitsch). Efter att ha varit på Island ett tag återvände hela bandet till England för att spela in ny musik och hålla konserter.
Den nya banduppsättningen, tillsammans med Conny Plank, producerade den nya singeln "Birds of a Feather / Sun Goes Down / Flock the B-Side", och Ha!, en sex-spårig EP med låtar inspelade under en konsert i Toronto i augusti samma år.

### 1983–1988
Killing Jokes fjärde album, Fire Dances (1983), innehöll musik som liknade singeln "Birds of a Feather" och var något lugnare än tidigare skivor, vilket blev en ny vändning musikaliskt sett för bandet. Detta fortsatte med singlarna "Me or You" och "A New Day"; till vilken det också skapades en musikvideo.
Genom att blanda in pop i musiken och då Coleman sjöng istället för att growla utvecklade Killing Joke en form av new wave till sitt femte album, Night Time (1985). De blev mer kända och fick framgångar med singeln "Love Like Blood", vilken nådde 16:e plats på Storbritanniens singellista. Night Time innehöll också singlarna "Eighties" (1984), "Kings and Queens" (1985) och "Love Like Blood (Gestalt mix)" (1985), vilka alla fanns med på UK Top 75. Albumet i sig nådde 11:e plats på albumlistan i Storbritannien.
Soundet på gruppens sjätte album, Brighter than a Thousand Suns (1986), liknade mer "Love Like Blood"-singeln. Soundet var varken mer eller mindre aggressivt eller tyngre än tidigare skivor och skivan avvek musikaliskt sett. Detta ledde till oenighet mellan kritiker och lyssnare såsom åsikter om bandet tvingats skapa ett mer kommersiellt sound av skivbolaget E.G. Records, eller om bandet nu valt att åter gå tillbaka till post-punkssoundet. De som riktigt uppskattar skivan kallar den för en milsten och anser det vara den bästa skivan bandet släppt. Två singlar släpptes från albumet; "Adorations" och "Sanity" och bandet fortsatte att turnera till slutet av året.
Coleman började planera en soloskiva 1987 och skapade demolåtar med hjälp av Geordie Walker. Projektet gick över budgeten och skivbolaget ansåg att den fick släppas som en Killing Joke-skiva istället. Försök gjordes att få in Raven och Ferguson i den nya musiken, vilket inte fungerade, och spänningarna i bandet ledde till att de båda sparkades från bandet. Jimmy Copley ersattes som trummis tillsammans med Jeff Scantlebury.
Resultatet blev Outside the Gate (1988) och är Killing Jokes mest kontroversiella album. Albumets sound är mer synthinspirerat än tidigare. Två singlar släpptes från skivan; "America" och "My Love of This Land". Musikvideon till "America" spelades in med Coleman och Geordie tillsammans med trummisen Jimmy Copley och basisten Jerome Rimson, vilka inte deltog på inspelningen. Inga spelningar gjordes för att direkt stödja albumet och bandet tillbringade mycket tid under 1988 med att försöka bryta med skivbolaget E.G. Records. Denna tvist gjorde att Coleman drabbades av ett nervöst sammanbrott.
Den 19 september 1987 höll Coleman en föreläsning på Courtauld Institute där han berättade om tankarna bakom den då outgivna Outside the Gate, ur ett numerologiskt och ockult perspektiv. Geordie och Jeff Scantlebury medverkade med ett mindre musikarrangemang för föreläsningen. En inspelning av föreläsningen gavs senare ut under titeln The Courtauld Talks på Martin Atkins Invisible Records 1989.

### 1989–1991
Mot slutet av 1988 bestämde Coleman och Geordie att Killing Joke återigen skulle börja spela live. Bandet började leta efter en heltidstrummis och basist. Martin Atkins, som spelade i Public Image Ltd. och senare Ministry och Pigface blev trummis. En passande basist blev något svårare. Den tidigare The Smiths-medlemmen Andy Rourke började spela, men sparkades efter bara tre dagar. Till sist blev Dave Ball ny basist i bandet och medverkade på bandets första spelningar på nästan två år i december 1988. Ingenting från Brighter than a Thousand Suns eller Outside the Gate spelades under dessa spelningar (och har inte gjort så därefter heller). Turnén fortsatte över Storbritannien, Europa och USA till augusti 1989, när bandet tog en paus för att spela in nytt material i Tyskland. Jaz Coleman spelade då in Songs from the Victorious City med Anne Dudley från Art of Noise.
Taif lämnade bandet och tillbaka kom den tidigare basisten Paul Raven. Nytt material började skrivas och spelas in i London, vilket resulterade i Killing Jokes åttonde album, Extremities, Dirt & Various Repressed Emotions, vilket släpptes på det tyska skivbolaget Noise International 1990. Skivan innehöll några av bandets tyngsta, högsta och råaste låtar. Efter skivan gavs ut gav sig Killing Joke ut på ny turné över Europa och Nordamerika, men under mitten av 1991 hade den nya lovande banduppsättningen spruckit. Coleman lämnade Storbritannien för Nya Zeeland för att leva på en avlägsen ö. Det såg nu ut som att Killing Joke var över för gott.
Geordie Walker, Martin Atkins, Paul Ferguson, Paul Raven och bandets livekeyboardist John Bechdel fortsatte tillsammans med sångaren Chris Connelly som det kortlivade Murder, Inc., vilka gav ut en självbetitlad skiva 1992.

## Medlemmar
Nuvarande medlemmar
- Jaz Coleman – sång, keyboard (1978–1996, 2002–)
- Youth (eg. Martin Glover) – basgitarr (1978–1982, 1994–1996, 2002–2003, 2008–)
- Paul Ferguson – trummor (1978–1987, 2008–)

Tidigare medlemmar
- Geordie Walker – gitarr (1978–1996, 2002–2023; död 2023)
- Paul Raven – basgitarr (1982–1987, 1990–1991, 2003–2007; död 2007)
- Martin Atkins – trummor (1988–1991)
- Dave "Taif" Ball – basgitarr (1988–1990)
- Geoff Dugmore – trummor (1994–1996)
- Ben Calvert – trummor (2005–2008)

Bidragande musiker
- Dave Kovacevic – keyboard (1984–1990)
- Jimmy Copley – trummor (1987–88)
- John Bechdel – keyboard, programmering (1990–1991)
- Nick Holywell-Walker – keyboard, programmering (1994–1996, 2002–2005)
- Troy Gregory – basgitarr (1996)
- Dave Grohl – trummor (2002–2003)
- Ted Parsons – trummor (2003–2004)
- Reza Uhdin – keyboard (2005–2016)
- Roi Robertson – keyboards (2016–)

## Diskografi
Studioalbum
- Killing Joke (1980) UK #39
- What's THIS For...! (1981) UK #42
- Revelations (1982) UK #12
- Fire Dances (1983) UK #29
- Night Time (1985) UK #11

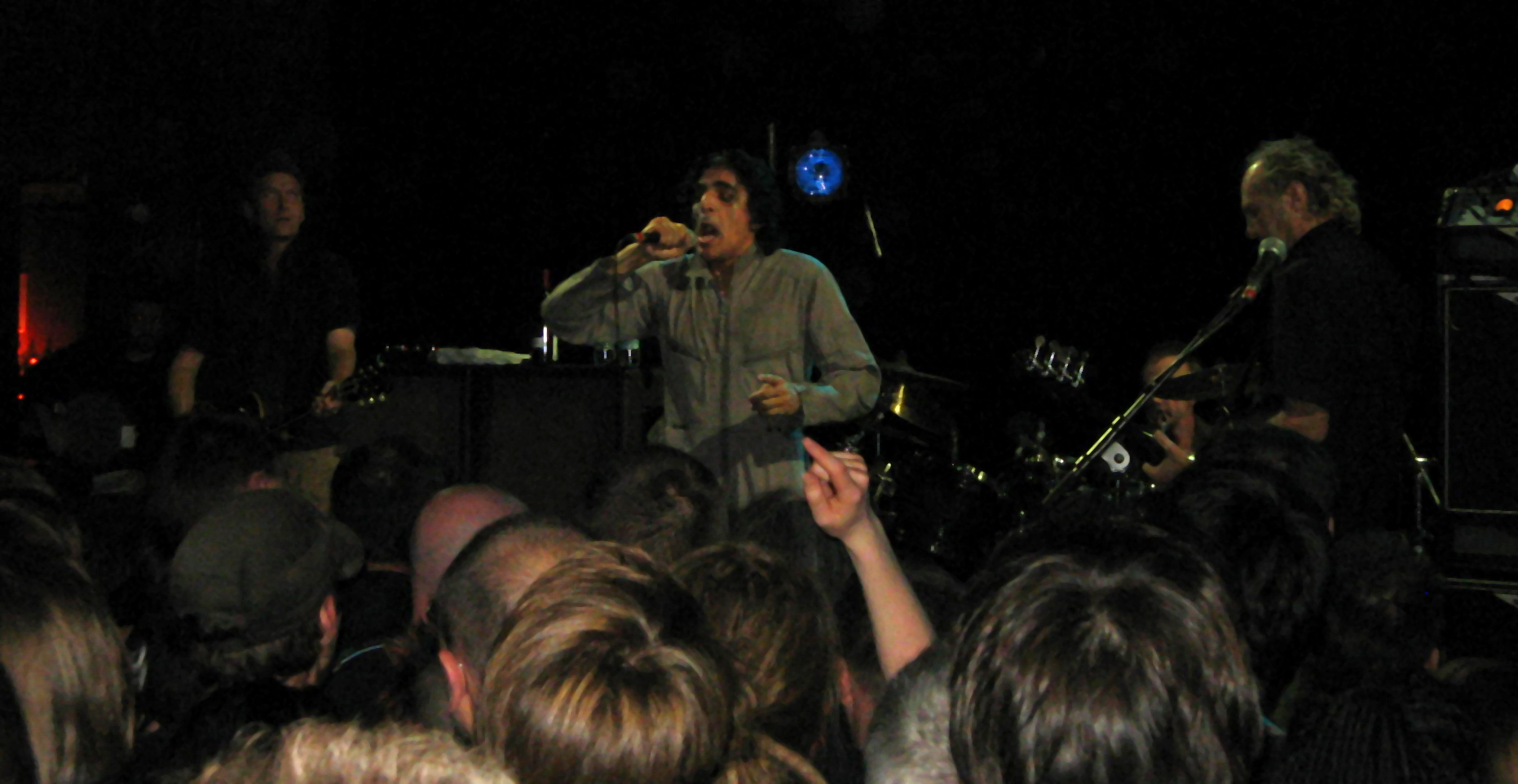
Killing Joke i Paris, 2008.

- Brighter than a Thousand Suns (1986)
- Outside the Gate (1988)
- The Courtauld Talks (1989)
- Extremities, Dirt & Various Repressed Emotions (1990)
- Pandemonium (1994) UK #16
- Democracy (1996)
- Killing Joke (2003)
- Hosannas from the Basements of Hell (2006)
- Absolute Dissent (2010)
- MMXII (2012)
- In Dub (2014)
- Pylon (2015)

### Fotnoter
1. 1 2 3 4 5  Hightower, Laura; Leigh Ann DeRemer (2001). "Killing Joke", Contemporary Musicians. Profiles of the people in music / Volume 30. Detroit, Michigan: Gale Research. ISBN 0787646415. OCLC 51547697
2. 1 2  Kyselka, Mike. "We’re all gonna die!". Prague Pill (5). Prague: Impuls CR. Hämtat 2008-02-15. “In 1979 he founded Killing Joke, whose heavy sound influenced Nirvana, Nine Inch Nails and Ministry.”
3. ↑  "Conspiracy of two Arkiverad 10 januari 2016 hämtat från the Wayback Machine.". Kerrang! (2003). Hämtat 2008-01-07.
4. ↑  Borzillo-Vrenna, Carrie (2003-04-10). "Nirvana Pay Back Killing Joke: Killing Joke : Rolling Stone Arkiverad 2 augusti 2009 hämtat från the Wayback Machine.". Rolling Stone. Hämtat 2008-01-07. "Twelve years after Nirvana borrowed heavily from Killing Joke's "Eighties" to create "Come as You Are," the reunited U.K. band is borrowing the defunct Seattle band's drummer to make its first studio album in seven years."
5. ↑  "Killing Joke". TrouserPress.com. Hämtat 2008-07-26.
6. ↑  Erlewine, Thomas; John Dougan. "Killing Joke > Overview". allmusic. Hämtat 2008-07-26.
7. ↑  "Kashmir" (13 maj 1989]). Sounds. Olympia, Wash: South Puget Sound Community College. OCLC 42326010. Hämtat 2008-02-15. “Kim: "When we started the band we were all listening to hardcore and new wave: The Minutemen, Meat Puppets, Husker Du, Joy Division, Wire, Killing Joke, Bauhaus. At that time, in Seattle, The Melvins were slowing down their music. Malfunkshun, Green River and Soundgarden, all the bands that had started playing fast, started to slow down. This is, like, 1984 and everyone was sick of trying to be Minor Threat."”
8. ↑   "Haughty Culture" (8 april 1989). Kerrang!. Gladesville, N.S.W.: EMAP Australia. OCLC 173405184. Hämtat 2008-02-15. “The name Soundgarden ("Not intentionally meant to throw people off," laughs Kim) is supposed to represent the many roots of the group's style, a virtual plethora of cutting edge rock that spans Sabbath, Velvet Underground, Meat Puppets and Killing Joke. There's some Zep and some Metallica; Gothicism and sublime poetry. The almost ethereal flavour of the name betrays the brutality of the music but never pins Soundgarden in one corner.”
9. ↑  "Malicious Damage Arkiverad 9 maj 2008 hämtat från the Wayback Machine.". Malicious Damage. Hämtat 2008-02-15.
10. ↑  "JEROME RIMSON: Bass Guitarist, Author of the book RENEGADE". Phil Brodie Band. Hämtat 2008-02-15.
11. ↑  "taif-bass: Killing Joke" (CFM). taif.co.uk. Hämtat 2008-12-15.